# Погорки
По́горки (бел. По́гаркі) — деревня в составе Обидовичского сельсовета Быховского района Могилёвской области Республики Беларусь.

## Население
- 2010 год — 4 человека